# Parthenium argentatum

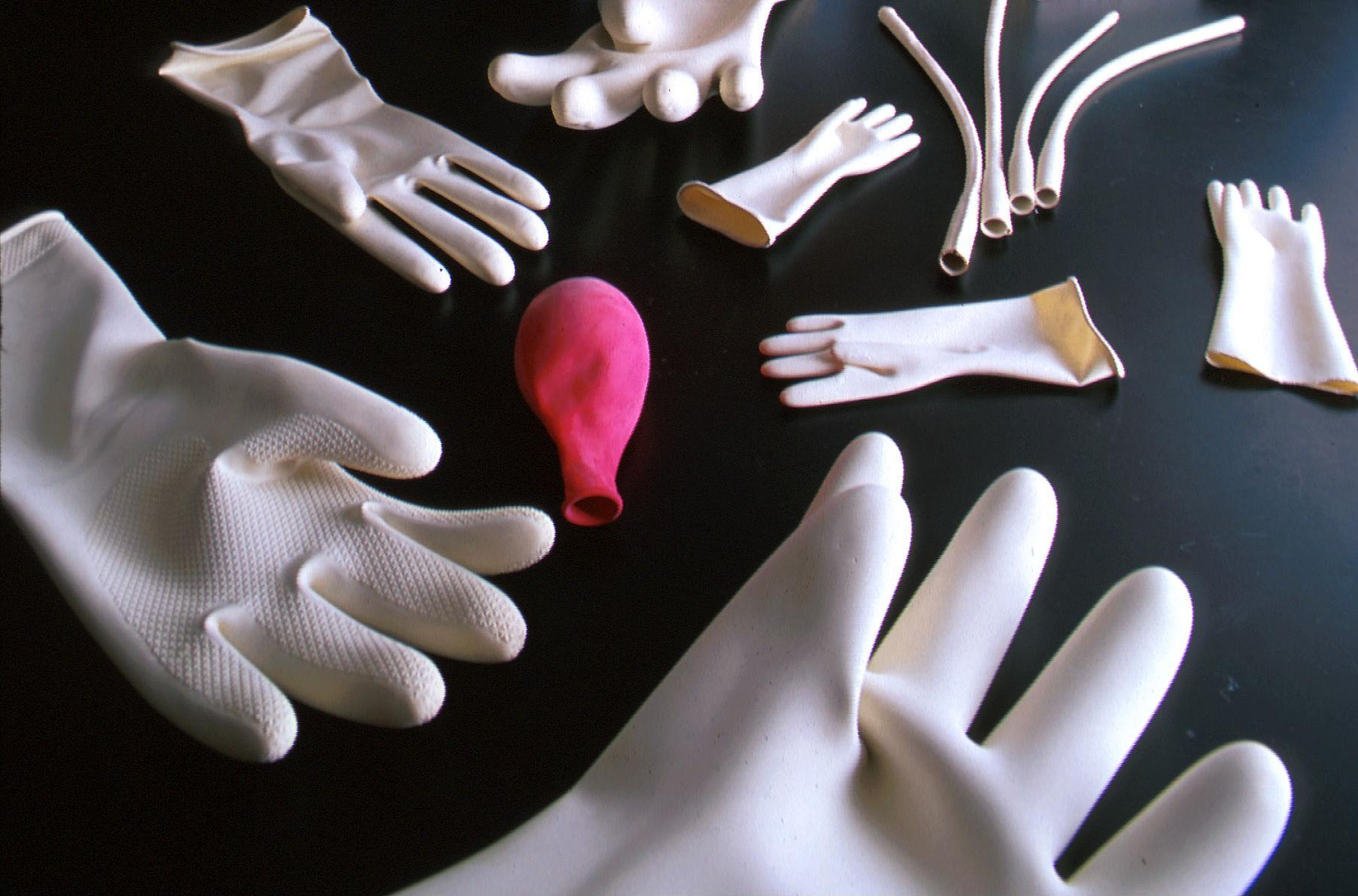
Rubberproducten gemaakt van guayule.

Parthenium argentatum of guayule is een bloemplant uit de Asterfamilie die afkomstig is uit het zuidwesten van de VS en noordelijk Mexico. De plant kan dienen als een bron van hypoallergene latexrubber.